# Organisation du travail
Ne doit pas être confondu avec Organisation internationale du travail.
Pour l'ouvrage de Louis Blanc, voir Organisation du travail (livre).
 (mars 2023).
Si vous disposez d'ouvrages ou d'articles de référence ou si vous connaissez des sites web de qualité traitant du thème abordé ici, merci de compléter l'article en donnant les références utiles à sa vérifiabilité et en les liant à la section « Notes et références ».
L’organisation du travail recouvre un vaste ensemble d'éléments se trouvant en interaction, regroupés au sein d'une structure régulée, disposant d'un système de communication pour faciliter la circulation de l'information, dans le but présumé de répondre à des besoins et/ou d'atteindre des objectifs déterminés.

## Enjeux
Dans un sens premier, l’organisation du travail vise la meilleure efficacité des ressources humaines, matérielles et par suite financières d’une entreprise ou de toute autre institution agissant comme maître d'œuvre et employeur direct.
Dans une perspective plus contemporaine, et notamment selon le concept d’entreprise étendue, l'organisation du travail est mise au service de la coordination du travail de l'ensemble des entreprises ou entités considérées comme partenaires, œuvrant à la réalisation des mêmes finalités. De plus c'est la recherche constante de gains de productivité et l'élargissement des débouchés.

## Histoire
De nombreuses pratiques et réalisations témoignent d'une préoccupation fort ancienne :
- les sociétés indo-européennes primitives connaissent très tôt selon Georges Dumézil une répartition tripartite des rôles ;
- l'art militaire introduit la spécialisation du travail via la mise en place de fonctions et d'unités spécialisées par tâches : Phalange, puis subdivisions en corps professionnels plus affinés tels qu'Infanterie, cavalerie, mineurs, soutien logistique.. L'effort de coordination n'est pas négligé : Ainsi, les techniques de siège mises au point par Vauban démontrent une programmation des actions et une répartition des tâches propres à garantir le succès en limitant au maximum les pertes en vies humaines ;
- l'organisation des chantiers navals italiens (Arsenal de Venise) ou Hollandais font état d'une nouvelle répartition du travail en vue de raccourcir les délais de fabrication des navires ;
- la construction de villes nouvelles, dédiées et organisées en vue d'une activité particulière se généralise : Villeneuvette sous Colbert, Saline royale d'Arc-et-Senans au XVIIIe siècle, Le Creusot et Noisiel au XIXe siècle ;
- l'évolution des fonctions de l'ouvrier selon Alain Touraine.

## Paradigmes
- Le recours à la coopération qui se démarque des pratiques du travail indépendant et isolé de l'artisan ou du travailleur agricole. Elle répond aux contraintes et exigences posées par le développement du travail simultané de plusieurs personnes en vue de réaliser un but commun. Cette coopération peut être promue de façon autoritaire (l'esclavage en est un triste exemple) ou tempérée (organisation des métiers dans le cadre de la Corporation). L'esprit et la pratique de la coopération s'instaurent parallèlement et progressivement selon Fernand Braudel[1] d'abord entre artisan et commerçant, puis entre commerçant, commerçant « au long cours » et financier.
- La division du travail qui répartit le travail de façon horizontale, verticale ou peut-être le reflet d'un partage social des tâches entre sexes ou catégories sociales. De nombreux exemples historiques attestent des applications anciennes et remarquables : Voir notamment les exemples d'organisation des chantiers navals, avec l'exemple de l'Arsenal de Venise, de l'Horlogerie avec la pratique de l'établissage, des débuts de la Métallurgie (voir la Fabrique d'épingles décrite par l'Encyclopédie — et reprise par Adam Smith — ou les ateliers mis en place par la Famille Japy, ou de l'industrie Agro-alimentaire (les ateliers de l'usine Menier à Noisiel).
- Le paternalisme traditionnel français ou rhénan (voir Familistère de Guise, Familistère Godin ou l'ensemble industriel de Bataville).
- L’organisation scientifique du travail telle qu'elle se constitue au début du XXe siècle avec des pionniers comme Henri Fayol (Fayolisme), Frederick Taylor (Taylorisme), Henry Ford et Louis Renault (application de la chaine de travail pratiquée aux abattoirs de Chicago et transposée dans l'activité automobile).
- Les réflexions plus récentes apportées par les réflexions organisationnelles inspirées par le courant du Toyotisme ou celles menées dans la lignée de l'École des relations humaines.
- L'approche par les processus est issue du management de la qualité et de la réingénérie des processus. Elle organise le travail en une succession d'activités en se focalisant sur l'optimisation du flux des activités plutôt que les structures organisationnelles.

### Rôle des structures
La structuration générale de l’institution (organigramme) est un point de départ pour organiser les tâches des diverses cellules de travail composant cette organisation.

### Techniques contemporaines
Actuellement, la collaboration à la réduction des coûts de dysfonctionnements en temps réel :
- la motivation reposant sur des performances mesurées (Direction par objectifs) et le jeu collectif, sont préférés à la contrainte ;
- le pragmatisme est également préféré aux méthodes dérivées des anciennes théories économiques. Les objectifs sont souvent liés à des problèmes de santé en luttant contre l'inadaptabilité de "l'homme au milieu" et "du milieu à l'homme". Les techniques ergomotrices apportent de très nombreuses réponses, en particulier dans la rationalisation des gestes à non valeur ajoutée et facteurs d'accidents.

### Gestion des ressources humaines
La démarche globale d’organisation du travail intègre les éléments par lesquels on agit habituellement sur les ressources humaines. On recherche ainsi l’efficacité au niveau du recrutement, de la formation et du mentorat, de la motivation positive et négative, de la communication, de la connaissance (voir gestion des connaissances), de la planification et du contrôle de l’avancement des tâches.

## Annexe